# Head Games
Head Games es el tercer álbum de estudio de la banda de hard rock Foreigner, publicado el 10 de septiembre de 1979 por Atlantic Records. Fue coproducido por el reconocido productor Roy Thomas Baker. La mujer que aparece en el arte de portada del disco es la actriz estadounidense Lisanne Falk.

## Lista de canciones
| Lado A |                          |          |  |
| N.º    | Título                   | Duración |  |
| 1.     | «Dirty White Boy»        | 3:38     |  |
| 2.     | «Love on the Telephone»  | 3:18     |  |
| 3.     | «Women»                  | 3:24     |  |
| 4.     | «I'll Get Even with You» | 3:40     |  |
| 5.     | «Seventeen»              | 4:36     |  |

| Lado B |                       |          |  |
| N.º    | Título                | Duración |  |
| 6.     | «Head Games»          | 3:37     |  |
| 7.     | «The Modern Day»      | 3:26     |  |
| 8.     | «Blinded by Science»  | 4:55     |  |
| 9.     | «Do What You Like»    | 3:59     |  |
| 10.    | «Rev on the Red Line» | 3:35     |  |

## Créditos
- Lou Gramm – voz
- Mick Jones – guitarra, piano, voz
- Ian McDonald – guitarra, teclados
- Al Greenwood – teclados
- Dennis Elliott – batería
- Rick Wills – bajo, voz